# チリ地震 (2010年)

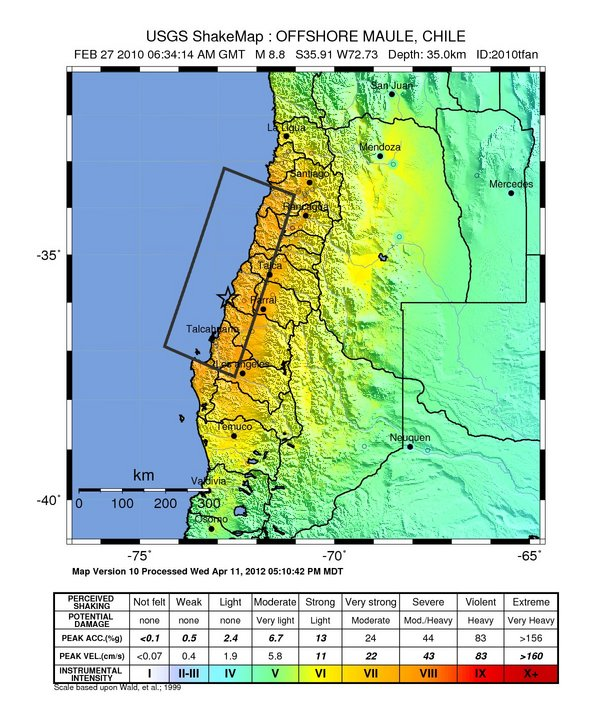
USGSによる震源の位置図

チリ地震（チリじしん）は、チリ中部沿岸で2010年2月27日3時34分14秒（現地夏時間; 6時34分14秒 UTC）に発生した巨大地震である。地震の規模は、USGS（アメリカ地質調査所）によれば、モーメントマグニチュード (Mw)で8.8だった。1900年以降、チリでは1960年5月のチリ地震に次ぐ規模、世界でも発生当時では5番目の規模の地震となった。

## 地震の詳細
USGSによれば、震央はサンティアゴの南西328km、コンセプシオンの北北東107km、震源の深さは35km、マグニチュードはMw8.8（8.3から上方修正）だった。太平洋津波警報センターは、27日6時46分(UTC)の第1報でM8.5、第2報でM8.6、第3報M8.8と報じた。
日本の気象庁は気象庁マグニチュードを当初Mj8.5と発表、その後Mj8.6に修正、さらにモーメントマグニチュードがMw8.8と発表した。東京大学地震研究所は遠地実体波から、震源断層の長さは450〜500 km、すべり量は最大8m、Mw8.6と算出した。史上最大の1960年のチリ地震 (Mw9.5) は断層長600km - 1000km程度とされており、今回はその約半分だった。
| 順位                           | 名称                                   | 発生日（UTC）  | 規模（Mw） |
| ------------------------------ | -------------------------------------- | -------------- | ---------- |
| 1                              | チリ、バルディビア                     | 1960年5月22日  | 9.5        |
| 2                              | アラスカ、プリンス・ウィリアム湾       | 1964年3月28日  | 9.2        |
| 3                              | スマトラ島・アンダマン諸島             | 2004年12月26日 | 9.1        |
| 3                              | 東北地方太平洋沖地震                   | 2011年3月11日  | 9.1        |
| 5                              | カムチャツカ半島東方沖                 | 1952年11月5日  | 9.0        |
| 6                              | チリ、ビオビオ                         | 2010年2月27日  | 8.8        |
| 6                              | エクアドル・コロンビア                 | 1906年1月31日  | 8.8        |
| 8                              | アリューシャン列島、ラット諸島         | 1965年2月4日   | 8.7        |
| 9                              | アリューシャン列島、ユニマク島         | 1946年4月1日   | 8.6        |
| 9                              | アッサム・チベット                     | 1950年8月15日  | 8.6        |
| 9                              | アリューシャン列島、アンドレアノフ諸島 | 1957年3月9日   | 8.6        |
| 9                              | スマトラ島北部                         | 2005年3月28日  | 8.6        |
| 9                              | スマトラ島北部西方沖                   | 2012年4月11日  | 8.6        |
| 規模はアメリカ地質調査所による |                                        |                |            |

この地域ではペルー・チリ海溝において太平洋側のナスカプレートが大陸側の南アメリカプレートの下に沈み込んでおり（両プレートの接近速度は80mm/年、USGS）、これまでもM8を超えるような海溝型地震が繰り返し発生してきた。今回の地震も同様の機構で起きた海溝型地震であると考えられている。また、震源メカニズムは津波の発生しやすい逆断層型である。
この地震により、チリ沿岸の地盤が隆起し、チリの領土の面積が1.2平方キロメートル増加した。
NASAによるとこの地震の影響によって地球が変形し、地軸が約8cmずれたせいで1日の長さが100万分の1.26秒短くなった可能性がある。
東京大学地震研究所によると、地震波が地球を5周したことが判明した。また、南極の昭和基地では2010年6月4日までの98日間に渡って、地震によって発生した振動が観測されていた。

### 各地の震度
| メルカリ 震度階級 | 地域 |
| ----------------- | --- |
| VIII              | タルカワノ、アラウコ、ロタ、チワヤンテ、カニェテ、サン・アントニオ |
| VII               | ラ・ラハ、ジュンベル、メリピジャ、カブレロ、ブルネス、タルカ、サンタ・クルズ、エル・モンテ、レブ、チジャン、パラール、ロス・アンヘレス、タラガンテ、サン・カルロス、クラニラウェ、トメ、ランパ、コロネル、コンスティトゥシオン、コンセプシオン、ペンコ、ロンガ、サン・ビセンテ、リナレス、サン・クレメンテ、コイウェコ、テノ、モリナ、パイネ、クリコ、カウケネス、ムルチェン、サン・ベルナルド、ナシミエント、チンバロンゴ、アンゴル、ラ・カレラ、ランカワ、ジャイジャイー、レンゴ、サン・ハビエル、ラウタロ、グラネロス、ビジャ・アレマーナ、ペニャフロル、キルプエ、トライゲン、マチャリ、リマチェ、コジプジ、ビルクン、ビニャ・コウシニョ、ビジャリカ、ブイン、ピトルフケン、フレイレ、キジョタ、サン・フェリペ、カラウェ、ビクトリア、ヌエバ・インペリアル、サンティアゴ、テムコ |
| VI                | ビニャ・デル・マール、ラ・リワ、バルパライソ、ロス・アンデス、ロンコチェ |
| V                 | ラス・ガビオタス、パンギプジ、サラマンカ、ラス・アニマス、コラール、バルディビア、イジャペル、ラ・ウニオン、リオ・ブエノ、メンドーサ（アルゼンチン） |
| IV                | オソルノ、サン・マルティン（アルゼンチン）、サン・ラファエル（アルゼンチン）、サン・フアン（アルゼンチン）、クトラル・コ（アルゼンチン）、サン・ルイス（アルゼンチン） |
| III               | ネウケン（アルゼンチン）、ヘネラル・ロカ（アルゼンチン） |

### 余震
2010年3月17日4:30（UTC）現在、Mw4.5以上の余震は326回、うちMw6.0以上は16回発生している。2010年3月11日のMw6.9、6.7の地震ではそれぞれ改正メルカリ震度階級がX、IXと、本震を上回る地震動が発生したと推定されている。
赤太字はモーメント・マグニチュード（Mw）6.0以上。
| 日時（UTC）                | 地域                                     | モーメント・ マグニチュード （Mw） |
| -------------------------- | ---------------------------------------- | ---------------------------------- |
| 2010年3月16日 02時21分59秒 | ビオビオ州                               | 6.7                                |
| 2010年3月15日 11時08分28秒 | ビオビオ州                               | 6.0                                |
| 2010年3月11日 15時06分04秒 | リベルタドール・ベルナルド・オイギンス州 | 6.0                                |
| 2010年3月11日 14時55分28秒 | リベルタドール・ベルナルド・オイギンス州 | 6.7                                |
| 2010年3月11日 14時39分44秒 | リベルタドール・ベルナルド・オイギンス州 | 6.9                                |
| 2010年3月05日 11時47分10秒 | ビオビオ州                               | 6.6                                |
| 2010年3月05日 09時19分38秒 | ビオビオ州                               | 6.0                                |
| 2010年3月04日 01時59分51秒 | バルパライソ州                           | 6.1                                |
| 2010年3月03日 17時44分25秒 | ビオビオ州                               | 6.0                                |
| 2010年2月28日 11時25分34秒 | マウレ州                                 | 6.1                                |
| 2010年2月27日 10時30分33秒 | リベルタドール・ベルナルド・オイギンス州 | 6.0                                |
| 2010年2月27日 08時25分30秒 | マウレ州                                 | 6.1                                |
| 2010年2月27日 08時01分24秒 | ビオビオ州                               | 6.9                                |
| 2010年2月27日 07時37分18秒 | ビオビオ州                               | 6.0                                |
| 2010年2月27日 07時12分29秒 | バルパライソ州                           | 6.0                                |
| 2010年2月27日 06時52分35秒 | マウレ州                                 | 6.2                                |
| 2010年2月27日 06時34分15秒 | マウレ州                                 | 8.8（本震）                        |

## 被害状況
チリ内務次官庁の発表によると死者数は525人、行方不明者25人。
CNNによるとサンティアゴで大規模な停電が発生。チリ・ペルーなどでは津波警報が発表された。チリ・カトリック大学とユネスコの合同現地調査によれば、ビオビオ州南部のティルア沿岸では津波の高さが30メートル以上に達していた事が明らかになった。
アルトゥーロ・メリノ・ベニテス国際空港は一部損壊し、一時閉鎖していた。

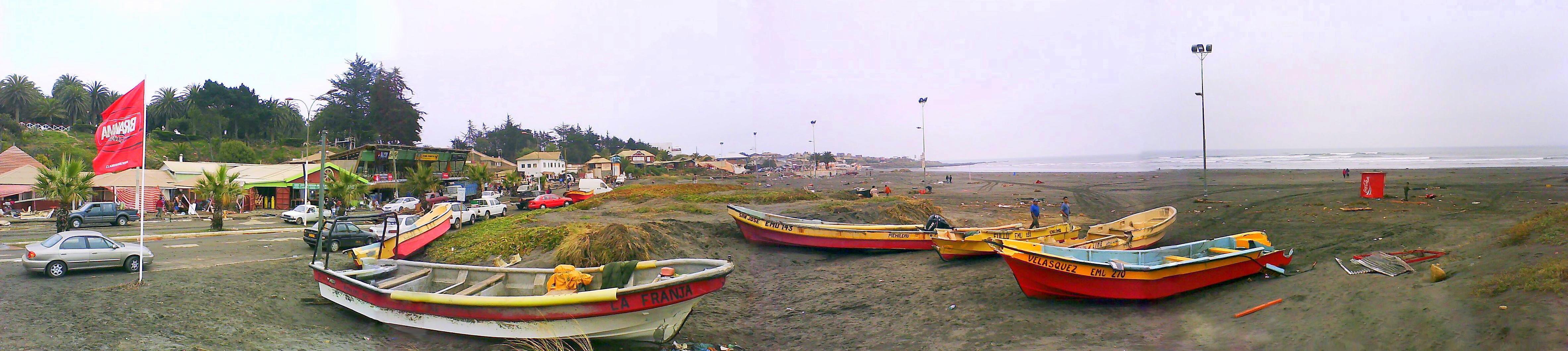
地震の被害を受けたピチレムのメインビーチ(2010年2月27日)

- 崩壊した民家
- 損傷を受けたサンティアゴにある建物
- ピチレム

### 各州の推移
地震直後、死者数の記録は複数の機関で報告された人数。公式発表では死者525人、行方不明者25人である。

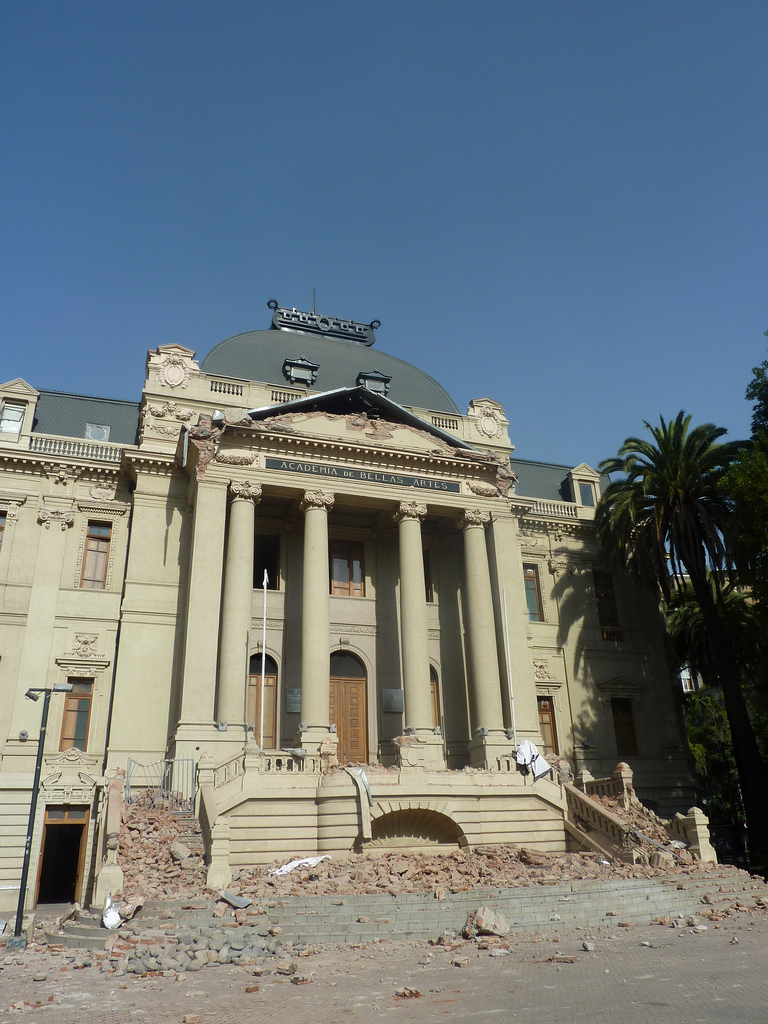
損傷を受けた現代美術館

| 州                                       | 27日 | 28日 | 1日 | 2日 | 3日 | 4日  | 5日  | 8日  |
| ---------------------------------------- | ---- | ---- | --- | --- | --- | ---- | ---- | ---- |
| ラ・アラウカニア州                       | 5    | 5    | 13  | 13  | 14  | 6    |      | 5    |
| ビオビオ州                               | 10   | 64   | 64  | 92  | 92  | 56   |      | 120  |
| マウレ州                                 | 34   | 541  | 544 | 587 | 587 | 177  |      | 269  |
| リベルタドール・ベルナンド・オイギンス州 | 12   | 46   | 48  | 48  | 48  | 3    |      | 46   |
| 首都州                                   | 13   | 36   | 38  | 38  | 38  | 21   |      | 23   |
| バルパライソ州                           | 4    | 16   | 16  | 18  | 20  | 16   |      | 24   |
| 合計                                     | 78   | 708  | 723 | 796 | 799 | 279  | 452  | 497  |
| 増加数                                   |      | +630 | +15 | +73 | +3  | -520 | +173 | ＋45 |

### 津波
太平洋津波警報センター（PTWC）は6時48分(UTC)にチリとペルーに津波警報を、エクアドルに津波注意報を発表した。その後の地震解析や津波観測報が入電するにつれて、規模や警報の適用地域が修正・拡大され、10時45分(UTC)の警報では「A WIDESPREAD TSUNAMI WARNING IS IN EFFECT」として、太平洋のほぼ全域に警報が適用・発報。28日9時40分(UTC)に解除され計27報が発表されたが、日本では津波が到達中であった。
気象庁は日本にも津波が到達する可能性が高いとして、28日9時33分に津波警報・津波注意報を発表した（後述）。
| 地域                       | 国                   | 観測時刻 （UTC） | 高さ （メートル） | 脚注          |
| -------------------------- | -------------------- | ---------------- | ----------------- | ------------- |
| タルカワノ                 | チリ                 | 2月27日 06:53    | 2.34              |               |
| ロビンソン・クルーソー島   | チリ                 | 2月27日 07:08    | 1.29              |               |
| コラル                     | チリ                 | 2月27日 07:39    | 0.90              |               |
| デスベントゥラダス諸島     | チリ                 | 2月27日 08:15    | 0.53              |               |
| カルデラ                   | チリ                 | 2月27日 08:34    | 0.45              |               |
| アンキド                   | チリ                 | 2月27日 08:38    | 0.62              |               |
| コキンボ                   | チリ                 | 2月27日 08:52    | 1.32              |               |
| イキケ                     | チリ                 | 2月27日 09:07    | 0.28              |               |
| リマ                       | ペルー               | 2月27日 09:41    | 0.24              |               |
| アントファガスタ           | チリ                 | 2月27日 09:41    | 0.49              |               |
| アリカ                     | チリ                 | 2月27日 10:08    | 0.94              |               |
| カヤオ                     | ペルー               | 2月27日 10:29    | 0.36              |               |
| イースター島               | チリ                 | 2月27日 12:05    | 0.35              |               |
| ケポス                     | コスタリカ           | 2月27日 14:16    | 0.24              |               |
| ガラパゴス諸島             | エクアドル           | 2月27日 14:52    | 0.35              |               |
| マルキーズ諸島リキティア島 | フランス領ポリネシア | 2月27日 15:31    | 0.18              |               |
| ガンビエ諸島               | フランス領ポリネシア | 2月27日 15:59    | 0.15              |               |
| コリマ州マンサニオ         | メキシコ             | 2月27日 17:05    | 0.32              |               |
| マルキーズ諸島ヒボオア島   | フランス領ポリネシア | 2月27日 17:41    | 1.79              |               |
| マルキーズ諸島ヌクヒヴァ島 | フランス領ポリネシア | 2月27日 17:45    | 0.95              |               |
| パペーテ                   | フランス領ポリネシア | 2月27日 18:10    | 0.16              |               |
| サンルーカス岬             | メキシコ             | 2月27日 18:33    | 0.36              |               |
| ラロトンガ島               | クック諸島           | 2月27日 19:07    | 0.15              |               |
| アカプルコ                 | メキシコ             | 2月27日 19:31    | 0.62              |               |
| ロッティンポイント         | ニュージーランド     | 2月27日 19:34    | 0.15              |               |
| トンガ                     | トンガ               | 2月27日 20:03    | 0.04              |               |
| アピア                     | サモア               | 2月27日 20:18    | 0.13              |               |
| ヌクアロファ               | トンガ               | 2月27日 20:24    | 0.1               |               |
| サンタモニカ               | アメリカ合衆国       | 2月27日 20:24    | 0.64              |               |
| パゴパゴ                   | アメリカ領サモア     | 2月27日 20:27    | 0.22              |               |
| モントレー                 | アメリカ合衆国       | 2月27日 20:31    | 0.28              |               |
| サンディエゴ               | アメリカ合衆国       | 2月27日 20:36    | 0.13              |               |
| サンフランシスコ           | アメリカ合衆国       | 2月27日 21:20    | 0.26              |               |
| ヒロ (ハワイ島)            | アメリカ合衆国       | 2月27日 21:20    | 0.86              |               |
| ラナイ島                   | アメリカ合衆国       | 2月27日 21:36    | 0.18              |               |
| カフルイ                   | アメリカ合衆国       | 2月27日 21:47    | 0.98              |               |
| サンタバーバラ             | アメリカ合衆国       | 2月27日 21:50    | 0.53              |               |
| カラエロア空港             | アメリカ合衆国       | 2月27日 21:57    | 0.12              |               |
| ホノルル                   | アメリカ合衆国       | 2月27日 22:00    | 0.25              |               |
| ハワイ島西部               | アメリカ合衆国       | 2月27日 22:11    | 0.52              |               |
| クレセントシティ           | アメリカ合衆国       | 2月27日 22:13    | 0.37              |               |
| バヌアツ                   | バヌアツ             | 2月27日 22:46    | 0.15              |               |
| ジョンストン島             | アメリカ合衆国       | 2月27日 22:48    | 0.22              |               |
| カウアイ島                 | アメリカ合衆国       | 2月27日 23:23    | 0.37              |               |
| シトカ                     | アメリカ合衆国       | 2月28日 00:11    | 0.08              |               |
| グアム                     | グアム               | 2月28日 03:07    | 0.16              |               |
| 東京都小笠原村南鳥島       | 日本                 | 2月28日 03:43    | 0.10              | [ 40 ] [ 41 ] |
| サイパン島                 | 北マリアナ諸島       | 2月28日 03:55    | 0.08              |               |
| 茨城県神栖市鹿島港         | 日本                 | 2月28日 07:49    | 0.89              | [ 42 ]        |
| 福島県相馬港               | 日本                 | 2月28日 08:09    | 0.75              | [ 42 ]        |
| 宮城県石巻市鮎川           | 日本                 | 2月28日 08:37    | 0.78              | [ 42 ]        |
| 青森県八戸港               | 日本                 | 2月28日 08:44    | 0.84              | [ 42 ]        |
| 岩手県久慈港               | 日本                 | 2月28日 08:49    | 1.20              |               |
| 千葉県館山市               | 日本                 | 2月28日 08:52    | 0.69              | [ 42 ]        |
| 和歌山県串本町             | 日本                 | 2月28日 09:10    | 0.89              | [ 42 ]        |
| 北海道根室市花咲港         | 日本                 | 2月28日 09:23    | 0.92              | [ 43 ]        |
| 岩手県久慈港               | 日本                 | 2月28日 10:01    | 1.20              |               |
| 高知県須崎港               | 日本                 | 2月28日 10:42    | 1.28              | [ 43 ]        |
| 北海道浜中町霧多布港       | 日本                 | 2月28日 10:52    | 0.80              |               |
| 鹿児島県志布志港           | 日本                 | 2月28日 10:56    | 1.03              |               |
| 岩手県大槌漁港             | 日本                 | 2月28日 15:43    | 1.45              |               |

- 津波の到達予想
- 津波の高さ（エネルギー）予想
- ピンクで示されているのが津波が到達すると予想された地域

#### チリの津波対応
地震発生の19分後にタルカワノに2mを超える津波が到達、地震の死者の大半である500人以上が犠牲になったと見られる。原因は海軍のミスによる津波警報の遅れであり、ビダル国防大臣は2月28日に謝罪した。また、住民を混乱させないよう故意に警報を出さなかったという報道も見られた。さらに、津波情報伝達の不手際によって死亡した姉妹の遺族や同じく津波情報伝達の不手際で家族が死亡した男性が、それぞれチリ政府を相手に過失致死容疑で告訴する事態も起きた。

#### ハワイの津波対応
太平洋津波警報センターはハワイ全島に警報を発表、到達予想時刻の5時間半前に避難を呼びかけた。混乱は殆ど無かった模様で、地元紙は「観光客は警報システムを賞賛」と報じた。ハワイ州は1960年のチリ地震で61人の死者を出した経験もあって津波対策は万全を期していた。

#### フィリピンの津波対応
フィリピンで津波対策が整備されたのは2004年のインド洋大津波以降である。ただし財政難のため警報システム1基にとどまっており、対策を万全にする必要があると指摘する専門家もいる。

#### 太平洋諸国
サモアでは地元当局の避難勧告を受け海岸部住民は全員高台に避難した。
オーストラリアでは、ヘリコプターから避難勧告をしたり住民に直接電話で避難を呼びかけたが勧告を無視してサーフィンに興じるなど危機感の薄い人が多かった。オーストラリアは元々地震が滅多に発生しない国であったためだと見られている。

#### 日本・気象庁の津波対応
日本では、2月28日8時30分に気象庁が会見を開き、当初は「午前11時過ぎにも注意報あるいは津波警報（最大2m予想）を発表する」としていたものの、ハワイで2m近い津波が観測されたことから、津波警報（大津波）を三陸沖に発表するといった内容を伝えた。時間は「午前9時を過ぎればいつでも発表できるようにする」として、当初の予定を大幅に前倒しすることも示唆した。
2月28日9時33分、気象庁は青森県太平洋沿岸、岩手県、宮城県に津波警報（大津波）（3メートル予想）を、北海道から沖縄県の太平洋沿岸地域と岡山県と東京湾内湾、伊勢・三河湾の内海に津波警報を、北海道日本海沿岸南部、オホーツク海沿岸、陸奥湾、大阪府、兵庫県瀬戸内海沿岸、広島県、香川県、愛媛県瀬戸内海沿岸、山口県瀬戸内海沿岸、福岡県瀬戸内海沿岸、福岡県日本海沿岸、長崎県西方、熊本県天草灘沿岸に津波注意報を発表した。津波警報（大津波）が発表されたのは、1993年7月12日に発生した北海道南西沖地震以来17年ぶりであった。
その後、気象庁は段階的に津波警報（大津波）から津波警報への切り替え、津波警報から津波注意報への切り替え、津波警報や津波注意報の解除を行った。すべて解除されたのは3月1日10時15分で、発表から24時間42分後のことであった。
気象庁の関田康雄地震火山部地震津波監視課長は同日の会見で、津波の予測が過大であったとし、警報・注意報が長引いたことを謝罪した。ただし最悪のケースを想定したもので、判断ミスはなかったとしている。一方、本地震では津波警報（大津波）を当初から発表していたにもかかわらず、結果として大きな被害が出なかったため太平洋沿岸の住民らの油断を招き、翌2011年に発生した東北地方太平洋沖地震（東日本大震災）での被害を拡大させたと指摘する意見もみられる。
なお、仙台管区気象台と盛岡地方気象台が3月1日から2日にかけて、岩手県久慈市や宮城県気仙沼市など4市3町・19地点で行った建物に残った津波の痕跡から高さを推測する方法による現地調査では、岩手県陸前高田市の両替漁港で1.9m、気仙沼魚市場で1.8m、岩手県大槌町の大槌漁港で1.3mと、津波の高さを推定した。
日本において発表された津波警報（大津波）・津波警報・津波注意報は次の通り。
|                    | 津波予報区の名称 (名称は当時のもの) |
| ------------------ | --- |
| 津波警報（大津波） | 青森県太平洋沿岸 岩手県 宮城県 |
| 津波警報           | 北海道太平洋沿岸東部 北海道太平洋沿岸中部 北海道太平洋沿岸西部 青森県日本海沿岸 福島県 茨城県 千葉県九十九里・外房 千葉県内房、東京湾内湾、伊豆諸島、小笠原諸島、相模湾・三浦半島、 静岡県 愛知県外海 伊勢・三河湾 三重県南部 淡路島南部 和歌山県 岡山県 徳島県 愛媛県宇和海沿岸 高知県 有明・八代海 大分県瀬戸内海沿岸 大分県豊後水道沿岸 宮崎県 鹿児島県東部 種子島・屋久島地方 奄美諸島・トカラ列島 鹿児島県西部 沖縄本島地方 大東島地方 宮古島・八重山地方 |
| 津波注意報         | 北海道日本海沿岸南部 オホーツク海沿岸 陸奥湾 大阪府 兵庫県瀬戸内海沿岸 広島県 香川県 愛媛県瀬戸内海沿岸 山口県瀬戸内海沿岸 福岡県瀬戸内海沿岸 福岡県日本海沿岸 長崎県西方 熊本県天草灘沿岸 |

各地で観測された津波は次の通り。
|                                    | 津波予報区の名称     | 予報区内で観測された津波の高さ（最大値） |
| ---------------------------------- | -------------------- | ---------------------------------------- |
| 津波警報（大津波）                 | 岩手県               | 1m20cm                                   |
| 津波警報（大津波）                 | 宮城県               | 1m6cm                                    |
| 津波警報（大津波）                 | 青森県太平洋沿岸     | 84 cm                                    |
| 津波警報                           | 高知県               | 1m28cm（最も高い津波）                   |
| 津波警報                           | 鹿児島県東部         | 1m3cm                                    |
| 津波警報                           | 北海道太平洋沿岸東部 | 92 cm                                    |
| 津波警報                           | 茨城県               | 89 cm                                    |
| 津波警報                           | 和歌山県             | 89 cm                                    |
| 津波警報                           | 福島県               | 75 cm                                    |
| 津波警報                           | 千葉県内房           | 69 cm                                    |
| 津波警報                           | 北海道太平洋沿岸中部 | 67 cm                                    |
| 津波警報                           | 愛知県外海           | 67 cm                                    |
| 津波警報                           | 宮崎県               | 66 cm                                    |
| 津波警報                           | 三重県南部           | 63 cm                                    |
| 津波警報                           | 静岡県               | 54 cm                                    |
| 津波警報                           | 北海道太平洋沿岸西部 | 53 cm                                    |
| 津波警報                           | 伊勢湾・三河湾       | 50 cm                                    |
| 津波警報                           | 千葉県九十九里・外房 | 47 cm                                    |
| 津波警報                           | 徳島県               | 47 cm                                    |
| 津波警報                           | 奄美諸島・トカラ列島 | 47 cm                                    |
| 津波警報                           | 種子島・屋久島地方   | 46 cm                                    |
| 津波警報                           | 小笠原諸島           | 43 cm                                    |
| 津波警報                           | 宮古島・八重山地方   | 43 cm                                    |
| 津波警報                           | 東京湾内湾           | 41 cm                                    |
| 津波警報                           | 伊豆諸島             | 41 cm                                    |
| 津波警報                           | 大分県瀬戸内海沿岸   | 41 cm                                    |
| 津波警報                           | 鹿児島県西部         | 41 cm                                    |
| 津波警報                           | 相模湾・三浦半島     | 39 cm                                    |
| 津波警報                           | 愛媛県宇和海沿岸     | 35 cm                                    |
| 津波警報                           | 沖縄本島地方         | 34 cm                                    |
| 津波警報                           | 有明海・八代海       | 33 cm                                    |
| 津波警報                           | 青森県日本海沿岸     | 19 cm                                    |
| 津波警報                           | 淡路島南部           | 10 cm                                    |
| 津波警報                           | 大東島地方           | 8 cm                                     |
| 津波警報                           | 岡山県               | 6 cm                                     |
| 津波注意報                         | 長崎県西方           | 40 cm                                    |
| 津波注意報                         | 大阪府               | 30 cm                                    |
| 津波注意報                         | 陸奥湾               | 29 cm                                    |
| 津波注意報                         | 山口県瀬戸内海沿岸   | 22 cm                                    |
| 津波注意報                         | 福岡県日本海沿岸     | 19 cm                                    |
| 津波注意報                         | 福岡県瀬戸内海沿岸   | 18 cm                                    |
| 津波注意報                         | 北海道日本海沿岸南部 | 17 cm                                    |
| 津波注意報                         | 兵庫県瀬戸内海沿岸   | 13 cm                                    |
| 津波注意報                         | 愛媛県瀬戸内海沿岸   | 10 cm                                    |
| 津波注意報                         | 香川県               | 9 cm                                     |
| 警報・注意報が発表されなかった地域 | 山形県               | 27 cm                                    |
| 警報・注意報が発表されなかった地域 | 石川県能登           | 23 cm                                    |
| 警報・注意報が発表されなかった地域 | 京都府               | 23 cm                                    |
| 警報・注意報が発表されなかった地域 | 佐賀県北部           | 20 cm                                    |
| 警報・注意報が発表されなかった地域 | 鳥取県               | 19 cm                                    |
| 警報・注意報が発表されなかった地域 | 新潟県上中下越       | 14 cm                                    |
| 警報・注意報が発表されなかった地域 | 隠岐                 | 11 cm                                    |
| 警報・注意報が発表されなかった地域 | 佐渡                 | 10 cm                                    |
| 警報・注意報が発表されなかった地域 | 富山県               | 8 cm                                     |

## 日本の報道体制
各局、定時のニュースに加えて、報道特別番組を編成するなどして津波関連のニュースを報じた。以下は関東地方についての記述であり、地方によっては第一報を除き通常編成だったり、独自の報道特番を関東地方よりも長く伝えている。

### NHK
- NHKでは、8時29分から気象庁の津波関連の記者会見を放送し、津波関連のニュースを報道した[61]。そのまま9時33分の警報発表時間となり強制的に緊急警報放送に切り替わった[62]（国内向け放送全波とNHKワールド・ラジオ日本で信号音が流れた。NHKワールド・プレミアムでは信号音は流れず、津波警報・注意報の地図画面も国内向け放送の強制的な切り替えより3秒ほど遅れて切り替わった）。10時以降、教育テレビでは通常の放送に戻した[63] 一方、総合テレビでは10時以降もオリンピック情報や気象情報・各地のニュースを交えながらも毎時キャスターを交代した上で東京大学地震研究所の都司嘉宣准教授を迎えて18時45分まで報道特別番組として放送し[64]、19時からは通常の『NHKニュース7』を30分延長したが、20時からの『龍馬伝』（NHKワールド・プレミアムでは当初、19時15分からの放送予定となっていた）と21時からの『NHKスペシャル』は通常通り放送した。その後は1時間ごとに特設ニュースで伝えた。なお、午前中気象庁緊急会見の報道特番により放送出来なかった『日曜討論』については23時から当初予定の時間帯に収録したものを録画放送した[65]。
  - 海外向けテレビ番組配信・在外邦人向け国際放送のNHKワールド・プレミアムでも総合テレビと同時放送で報道特別番組をノンスクランブルで放送を行った。午後の放送では16時で一旦飛び降り、19時に再び放送を行った。なお、このときはバンクーバーオリンピック期間中につき、オリンピックの競技映像が一切同時放送できないために東京マーケット情報や国会中継以外のニュース番組がすべて時差放送となっているが、この報道特別番組を放送するために、定時放送される正午のニュース、NHKニュース7を含め、国内同時放送に急遽変更された（オリンピック関連のニュースがある際、NHKニュース7ではオリンピック関連のニュースが入るところで途中飛び降りとなり、それ以外ではかぶせ放送で対応をとった）。

### 日本テレビ
- 日本テレビでは、警報発表時は『東京マラソン2010』が放送されており、警報発表時も中継をしていたが、その後緊急警報放送を実施した上でニュースを数分間伝えた。その後も、11時50分からの『NNNストレイトニュース』で報道したほか、12時以降も断続的に『東京マラソン2010』を中断し津波関連のニュースを伝えた。また、途中中断なしでの大会実施のお知らせをこの時「東京マラソン2010」のセンター実況の河村亮アナウンサーが告知した。
  - 系列局のSTVでは12時から15時まで独自の報道特別番組を放送した。

### テレビ朝日
- テレビ朝日では、警報発表時は『にっぽん菜発見 そうだ、自然に帰ろう』を放送中であったが、緊急警報放送を放送せずに、10時からの『サンデープロジェクト』内でニュースとして第一報を放送。『サンデースクランブル』内でも番組を中断する形でニュースを放送、12時55分からは『ANN報道特番チリ大地震による大津波警報』として14時まで放送、この時間に放送される予定だった朝日放送制作の『新婚さんいらっしゃい!』と『パネルクイズ アタック25』を休止した。

### TBS
- TBSでは、『サンデーモーニング』放送中であったが、警報発表の9時33分に番組を中断する形で緊急警報放送を実施。津波関連のニュースを伝えた。その後も『サンデージャポン』や11時30分からの『THE NEWS』を挟んで、『アッコにおまかせ!』を安東弘樹アナウンサー（当時）による途中打ち切りを宣言して、急遽ニュースを差し込む形で報道（番組の最後に放送される『That's 宝くじ』は通常通り放送された）。13時からは『噂の!東京マガジン』と『ピン子&壽賀子野生の王国!アフリカ冒険ふたり旅〜アフリカ大陸南端へ!サバンナの五大野生動物に逢いたい〜』を中止して、16時まで『報道特別番組』として放送した[66]（一部地域を除く）。警報発表中画面に表示される地図について、TBSのみ津波警報･注意報が出なかった対馬・利尻島・礼文島を表示しなかった。TBSでは「当社は9つの島嶼部は地図の見易さを優先し、警報・注意報が出た所だけ島の形が表示されるようになっています」としている[67]。

### テレビ東京
- テレビ東京では、『バンクーバーオリンピック・フィギュアスケートエキシビション』が放送されていたが、警報発表と同時に番組を中断する形で緊急警報放送を実施し、その後数分間ニュース（この時の担当は小島秀公アナウンサー）で伝えた。その後は、オリンピック中継を再開した。BSジャパンでも地上波同時放送で特設ニュースが放送された。

### フジテレビ
- フジテレビでは、警報発表時は『ONE PIECE』が放送されていたが、デジタル放送では緊急警報放送を発信した。アナログ放送では9時36分23秒から36分49秒まで不要音が発生、9時36分49秒から38分46秒まで無音の状態になったが、その後緊急警報放送の信号を発信した。10時からの『笑っていいとも!増刊号』内で番組の途中で中断した上で10時15分から10時23分まで『FNN緊急報道特番』として放送し、11時50分からの『産経テレニュースFNN』、『ウチくる!?』を挟んで13時から14時55分まで『FNN緊急報道特番』として放送した。なお、『みんなのKEIBA』（中山記念、阪急杯）以降は通常通り。

## 地震の影響

### チリ国内

#### 銅価格の高騰
地震の影響でマーケットにも様々な動きが起きているが、真っ先に反応したのが銅である。銅の産出量世界最大のチリで発生したということで、銅の供給が減少するとの見方が広がり先物価格が一時急騰した。3月1日のロンドン金属取引所（London Metal Exchange）の時間外取引で地震前の比較で5.6%の上昇を見せた。しかしその後コデルコ（国営銅公社）の業務が再開されたことがわかると下落に転じ、普段の市場と変わらなくなった。

#### チリワイン
チリ最大ワインメーカーの「コンチャ・イ・トロ」のワイナリーが被害を受け1週間操業停止。日本でチリワインを輸入販売するキリンややまやの関連会社は「現時点で大きな影響はない」としている。

#### 水産物
現地で養殖サケ事業を手がける日本水産の飼料工場、稚魚淡水養殖場が被災した。日本で寿司ネタや弁当のおかずに定番のシャケの市場価格高騰の懸念がある。またこの影響で同社の株価が大きく下落している。

#### 現地日系企業の影響
日鉱金属が権益を持つ現地の3鉱山のうち1鉱山が停電のため操業を停止。また住友金属鉱山が同じく権益を持つ銅山も停電で停止中である。パンパシフィック・カッパーは3月からチリで「カセロネス銅・モリブデン鉱床開発プロジェクト」を決定しているが被害状況により延期の恐れもある。
| 企業名               | 事業内容             | 影響                                           |
| -------------------- | -------------------- | ---------------------------------------------- |
| 日鉱金属(現・JX金属) | 銅鉱生産             | 3銅山中1銅山が操業停止                         |
| 住友金属鉱山         | 銅鉱生産             | 2銅山のうち1銅山が操業停止                     |
| 日本水産             | サケの養殖など       | ロスアンヘレスの飼料工場、稚魚淡水養殖場が被災 |
| 日本製紙等の合弁会社 | 製紙用木材チップ生産 | 植林地に被害                                   |

### 日本国内
日本国内で人的被害は無かったが、津波警報(大津波)が発表された東北地方の太平洋沿岸地域を中心に養殖施設の網が流されるなどの漁業被害や、道路などが浸水する被害が出た。また、警報が発表された地域を中心に沿岸部を通る鉄道の運休や道路の通行止などが行われた。
警報のわりに津波自体は小さいものだった。このことが、翌年の東北地方太平洋沖地震でオオカミ少年効果を生んだ可能性が指摘されている。
- 被害総額は、宮城県では漁業被害などで26億2901万円[80]、水産業関連では8県で58億6300万円の被害が生じた[81]。
- 2月28日が投票日だった青森県おいらせ町長選挙では、津波警報（大津波）を受け避難指示が出た太平洋岸に位置する一川目･二川目･川口の3地区の投票所について、閉鎖し一週間後に再投票とする措置がとられた。
- 航空自衛隊松島基地に所属するすべての固定翼機は、石川県の小松基地（小松空港）へ警報解除までの間全機避難させた。

## 各国の反応
地震を受けて各国は対策本部等を設置している。

### アメリカ
国務省は、地震被災地の行方不明者の情報捜索を目的としたインターネットをベースとしたチリ地震のための『Google パーソンファインダー』と緊急電話回線を開設した。ホワイトハウスのロバート・ギブズ報道官は、記者発表で「私たちは密接に津波の可能性状況を監視している。そして、私たちの考えと祈りはチリの人々と共にあり、いつでも助力する体制にある」と述べた。またオバマ大統領は、ハワイとグアムに在住のアメリカ人に現地の役所の注意に従うよう呼びかけた。

### アルゼンチン
フェルナンデス大統領がバチェレ大統領に「必要な全ての援助を承る」と電話で会談した。

### イギリス
現地の赤十字社は、地震の被害者救済のために5万ポンドの寄付を行った。同国のゴードン・ブラウン首相は報道発表で、イギリスはチリの地震復興のためにあらゆる尽力を行うと述べた。イギリスを本拠地とするオックスファムやセーブ・ザ・チルドレン等の援助組織は、緊急救助チームの被災地派遣のための寄付運動を開始した。またオックスファムは、コロンビアから水利技術者と物流専門家のチームと、メキシコ国内の拠点から先任の人道活動家を派遣した。

### オーストラリア
合同津波警報センター(JATWC)は27日の協定世界時・19時50分に津波警報を発表。ビクトリア州南東沖のガボ島では、現地時間の午前8時までに津波が到達するとの州の予報が出された。

### コスタリカ
政府は、地震の犠牲者への連帯の意を表す公文を発表した。

### スイス
外務省は、すでに土曜日に被災地に災害救援の専門家を派遣すると発表。専門家は日曜日に到着予定で、現地で最善の救助対策を決定する。

### 中国
胡錦濤国家主席はバチェレ大統領宛に見舞いのメッセージを送信。緊急援助チームの準備を進めるとともに100万USドルの緊急援助を行った。

### 日本

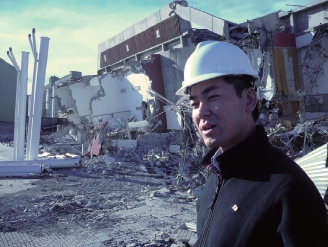
2010年4月30日、ビオビオ州コンセプシオン市にて被災地を視察する内閣府大臣政務官泉健太

鳩山由紀夫総理は遊説先の高知県高知市で「相当な地震だと思う。情報収集を急ぎ、支援活動の準備を行うように関係省庁に指示をした」と記者団に語り、日本としての緊急救援活動を始める準備があることを表明した。また、岡田克也外務大臣は日本の救援活動実施へ向けた事前リサーチなどを行うため、国際協力機構職員2名を現地へ派遣することを発表した。しかしチリ政府により国際緊急援助隊医療チーム派遣のキャンセルの申し入れがあり、派遣を当面見送った。一方、復興支援活動については、チリ政府から日本の防災分野での経験を生かした協力に期待する意見が寄せられた。現地での緊急救援活動が落ち着きを見せた同年4月、内閣府大臣政務官の泉健太らがチリ国家緊急事態局長官のビセンテ・ヌニェスらと会談し、チリの耐震化の取り組みや日本の早期警報システム等について協議した。

### パキスタン
アースィフ・アリー・ザルダーリー大統領は、バチェレ大統領にこの地震による「人命の損失と財産の損壊に哀悼の意を表する」との弔慰メッセージを送り、ユーサフ・ラザ・ギラニ首相が救援プロセスの開始を指示した。

### ペルー
アラン・ガルシア大統領は地震の犠牲者への哀悼の意を表し、ペルーがチリの政府と国民に必要とするあらゆるサービスを提供するとの声明を発表した。

### ポルトガル
アニーバル・カヴァコ・シルヴァ大統領は、バチェレ大統領に「ポルトガル国民、および私自身の名において、今朝チリを襲った地震への犠牲者に最高の弔意と連帯感を表す」との主旨の手紙を送った。